# Fahad Al-Ghesheyan
Fahad Al-Ghesheyan (Arabisch: فهد صالح الغشيان) (1 augustus 1973) is een Saoedi-Arabisch voormalig voetballer.
Al-Ghesheyan begon zijn loopbaan in 1993 bij Al-Hilal en kwam op voorspraak van Willem van Hanegem in 1998 op huurbasis naar AZ. In Alkmaar speelde de aanvaller slechts negen wedstrijden waarin hij niet wist te scoren. Hij beëindigde in 2001 zijn loopbaan bij Al-Nassr.
Hij nam deel aan het Wereldkampioenschap voetbal onder 20 - 1993. Met het Saoedi-Arabisch voetbalelftal nam hij deel aan het Wereldkampioenschap voetbal in 1994 en de FIFA Confederations Cup 1995.